# 久保精唯
久保 精唯（くぼ よしただ、1877年（明治10年）11月12日 - 没年不明）は、大日本帝国陸軍軍人。最終階級は陸軍少将。

## 経歴・人物
愛媛県出身。1897年（明治30年）陸軍士官学校第9期卒業。
1918年（大正7年）8月に篠山連隊区司令官、1921年（大正10年）4月に陸軍歩兵大佐、1922年（大正11年）2月に歩兵第54連隊長を経て、1924年（大正13年）12月に陸軍少将・第17師団司令部附に任官。
翌年の1925年（大正14年）5月1日に待命、同月25日に予備役に編入した。